# توني كوربن
توني كوربن (بالإنجليزية: Tony Corbin)‏ هو لاعب كرة قدم كندية أمريكي، ولد في 21 مارس 1974 في ترلوك في الولايات المتحدة.

## وصلات خارجية
- توني كوربن على موقع JustSportsStats.com (الإنجليزية)